# Jelovški potok
Jelóvški pôtok je desni pritok Dravinje iz Haloz, ki izvira v višjem gričevju med Donačko goro in Bočem. V glavnem teče proti severu skozi razloženi naselji Stari Grad in Jelovec pri Makolah, po katerem je dobil ime, ter tik pred izlivom skozi Makole.
Velik del porečja je razčlenjeno gričevje v srednjemiocenskih laporjih ter peščenih laporjih in je izrazito asimetrično. Z desne strani se v dolino steka le nekaj kratkih stranskih dolinic, z leve strani pa nekoliko daljša Veliki potok izpod Plešivca ter Šegovski potok (tudi Šega). Povirje slednjega je v zgornjem toku v srednjetriasnem dolomitu, nekoliko dolvodno pa prečka še manjšo zaplato apnenca iz spodnjega perma, v katerem so nastali zanimivi kraški pojavi, mdr. kraška jama Belojača. 
Zgornji del doline je večinoma gozdnata grapa, a se v dnu doline kmalu pojavi ozka naplavna ravnica, ki postaja postopoma vse širša. V spodnjem toku, pod izlivom Šegovskega potoka, je mestoma široka skoraj 200 m in izkoriščena za travnike in njive. Na stiku z dolino Dravinje prehaja naplavna ravnica v položen vršaj, s katerim je Jelovški potok odrinil Dravinjo na levo stran njene doline.
Potok rahlo vijuga po lastni naplavni ravnici in ima skoraj na celotni poti lepo ohranjeno naravno strugo, ki jo na obeh straneh obdaja obvodno grmovje in drevje. V umetno, golo strugo je speljan le mimo Makol in naprej do izliva v Dravinjo.
Celotno porečje Jelovškega potoka je vključeno v varovano območje Natura 2000 (Boč–Haloze–Donačka gora), večji del tudi v Krajinski park Boč - Donačka gora. V kratki soteski Šoder graben ob povirnem pritoku Šegovskega potoka, je poleg drugih naravnih zanimivosti tudi ok. 8 m visok slap Šoštarica (tudi Sodrski slap, Šošterca).
Po dolini Jelovškega potoka je postavljenih več skulptur, ki so del makolske Forme vive.